# Championnats du monde d'Ironman 70.3 2021
Navigation
Édition précédente Édition suivante
Les championnats du monde d'Ironman 70.3 2021 se déroulent les 17 et 18 septembre 2021 à Saint George dans l'Utah. Ils sont organisés par la World Triathlon Corporation.

## Résultats du championnat du monde

### Top 10 - Hommes
| Pos.               | Temps           | Nom               | Pays       | Détail temps | Détail temps | Détail temps    | Détail temps | Détail temps    |
| Pos.               | Temps           | Nom               | Pays       | Natation     | T1           | Cyclisme        | T2           | Course à pied   |
| ------------------ | --------------- | ----------------- | ---------- | ------------ | ------------ | --------------- | ------------ | --------------- |
| Médaille d'or      | 3 h 37 min 13 s | Gustav Iden       | Norvège    | 24 min 54 s  | 1 min 14 s   | 1 h 58 min 59 s | 35 s         | 1 h 11 min 32 s |
| Médaille d'argent  | 3 h 41 min 9 s  | Sam Long          | États-Unis | 25 min 54 s  | 1 min 26 s   | 2 h 0 min 49 s  | 50 s         | 1 h 12 min 11 s |
| Médaille de bronze | 3 h 42 min 24 s | Daniel Baekkegard | Danemark   | 23 min 52 s  | 1 min 14 s   | 2 h 3 min 2 s   | 55 s         | 1 h 13 min 23 s |
| 4                  | 3 h 43 min 8 s  | Miki Taagholt     | Danemark   | 23 min 54 s  | 1 min 12 s   | 2 h 3 min 7 s   | 57 s         | 1 h 14 min 0 s  |
| 5                  | 3 h 43 min 25 s | Jackson Laundry   | Canada     | 24 min 50 s  | 1 min 13 s   | 2 h 1 min 58 s  | 48 s         | 1 h 14 min 38 s |
| 6                  | 3 h 43 min 48 s | Ben Kanute        | États-Unis | 23 min 48 s  | 1 min 8 s    | 2 h 3 min 13 s  | 35 s         | 1 h 15 min 5 s  |
| 7                  | 3 h 44 min 42 s | Eric Lagerstrom   | États-Unis | 23 min 59 s  | 1 min 16 s   | 2 h 2 min 43 s  | 47 s         | 1 h 15 min 57 s |
| 8                  | 3 h 45 min 10 s | Magnus Ditlev     | Danemark   | 25 min 1 s   | 1 min 20 s   | 1 h 59 min 30 s | 56 s         | 1 h 18 min 25 s |
| 9                  | 3 h 45 min 18 s | Sam Appleton      | Australie  | 23 min 50 s  | 1 min 36 s   | 2 h 2 min 40 s  | 39 s         | 1 h 16 min 34 s |
| 10                 | 3 h 47 min 3 s  | Felipe Azevedo    | Portugal   | 24 min 45 s  | 1 min 20 s   | 2 h 5 min 2 s   | 54 s         | 1 h 15 min 3 s  |

### Top 10 - Femmes
| Pos.               | Temps           | Nom                  | Pays           | Détail temps | Détail temps | Détail temps    | Détail temps | Détail temps    |
| Pos.               | Temps           | Nom                  | Pays           | Natation     | T1           | Cyclisme        | T2           | Course à pied   |
| ------------------ | --------------- | -------------------- | -------------- | ------------ | ------------ | --------------- | ------------ | --------------- |
| Médaille d'or      | 4 h 0 min 19 s  | Lucy Charles-Barclay | Royaume-Uni    | 24 min 35 s  | 1 min 15 s   | 2 h 14 min 58 s | 44 s         | 1 h 18 min 47 s |
| Médaille d'argent  | 4 h 8 min 38 s  | Jeanni Metzler       | Afrique du Sud | 26 min 8 s   | 1 min 12 s   | 2 h 20 min 18 s | 49 s         | 1 h 20 min 11 s |
| Médaille de bronze | 4 h 8 min 49 s  | Taylor Knibb         | États-Unis     | 26 min 5 s   | 1 min 8 s    | 2 h 18 min 26 s | 53 s         | 1 h 22 min 17 s |
| 4                  | 4 h 10 min 45 s | Katrina Matthews     | Royaume-Uni    | 28 min 14 s  | 1 min 22 s   | 2 h 17 min 44 s | 48 s         | 1 h 22 min 36 s |
| 5                  | 4 h 12 min 10 s | Emma Pallant         | Royaume-Uni    | 28 min 13 s  | 1 min 16 s   | 2 h 18 min 7 s  | 53 s         | 1 h 23 min 41 s |
| 6                  | 4 h 12 min 49 s | Skye Moench          | États-Unis     | 28 min 25 s  | 1 min 25 s   | 2 h 17 min 42 s | 54 s         | 1 h 24 min 23 s |
| 7                  | 4 h 15 min 2 s  | Jackie Hering        | États-Unis     | 27 min 19 s  | 1 min 22 s   | 2 h 22 min 28 s | 57 s         | 1 h 22 min 56 s |
| 8                  | 4 h 16 min 2 s  | Holly Lawrence       | Royaume-Uni    | 26 min 3 s   | 1 min 12 s   | 2 h 21 min 5 s  | 46 s         | 1 h 26 min 56 s |
| 9                  | 4 h 16 min 17 s | Nikki Bartlett       | Royaume-Uni    | 30 min 20 s  | 1 min 27 s   | 2 h 19 min 12 s | 58 s         | 1 h 24 min 19 s |
| 10                 | 4 h 17 min 10 s | Anne Reischmann      | Allemagne      | 28 min 23 s  | 1 min 19 s   | 2 h 21 min 9 s  | 49 s         | 1 h 25 min 29 s |